# Szarki (Tunezja)

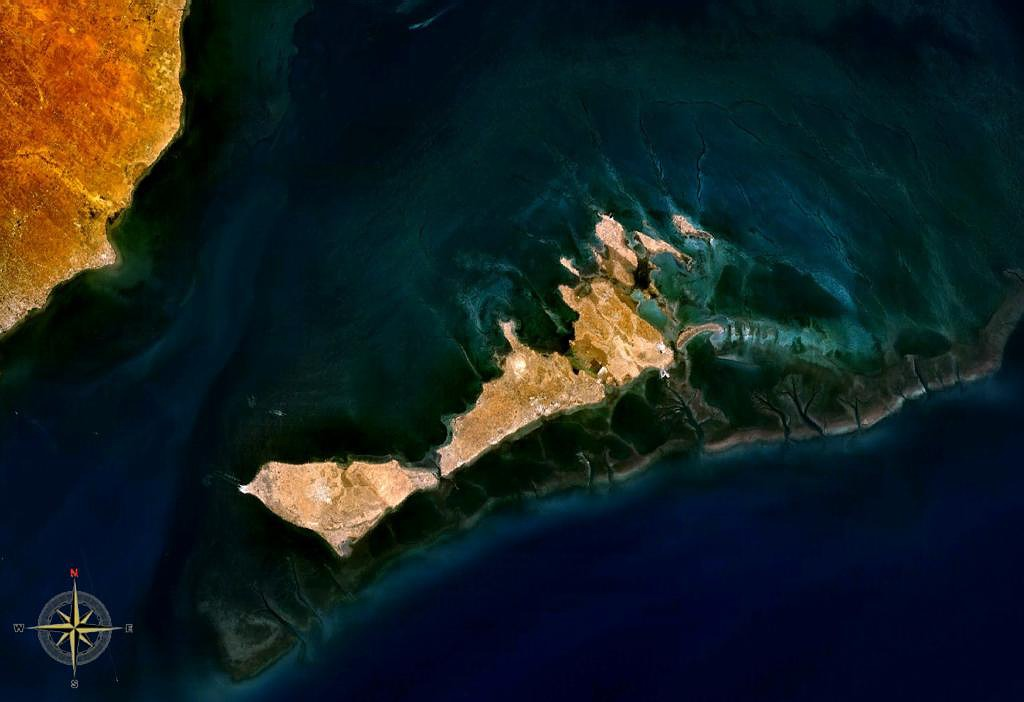
Wyspy Karkanna widziane z kosmosu (Szarki w środku)

Szarki, Dżazirat asz-Szarki (arab. جزيرة شرقي, Jazīrat ash-Sharqī, fr. Île Chergui) – tunezyjska wyspa, położona na Morzu Śródziemnym, w Małej Syrcie, należąca do archieplagu wysp Karkanna. Jest to największa i najliczniej zaludniona wyspa archipelagu, znajdująca się w jego środkowej części.
Szarki połączona jest zbudowaną przez Rzymian groblą z położoną na zachód od niej wyspą Gharbi.
Głównym miastem wyspy, a zarazem całego archipelagu jest Ramla.